# Yoshiyuki Tsuruta
Yoshiyuki Tsuruta (jap. 鶴田義行 Tsuruta Yoshiyuki; ur. 1 listopada 1903 w Ishiki, obecnie w Kagoshimie, zm. 24 lipca 1986) – japoński pływak. Dwukrotny złoty medalista olimpijski.
Specjalizował się w stylu klasycznym i w Amsterdamie zwyciężył w wyścigu na 200 metrów. Cztery lata później obronił tytuł. W 1968 został przyjęty do International Swimming Hall of Fame.

## Starty olimpijskie
Amsterdam 1928
- 200 m stylem klasycznym –  złoto

Los Angeles 1932
- 200 m stylem klasycznym –  złoto